# RobRadio
RobRadio: Stenders Vrimibo was een radioprogramma van PowNed dat elke vrijdagmiddag van 14:00 -16:00 uur werd uitgezonden op NPO 3FM. De presentatie was in handen van Rob Stenders en zijn sidekick Jelmer Gussinklo.

## Vaste programma-items
- Nooit grappig: Luisteraars mogen een grappige woordgrap insturen naar aanleiding van een nieuwsbericht.
- Radionary: Rob tekent iets en de luisteraars moeten proberen te raden wat het is.
- De rijdende rechter: Rob zendt fragmenten uit de Rijdende Rechter (bekend van tv) uit.
- De FlashMop: Een mop die via de sociale media verspreid moet worden, gebaseerd op de flashmob.
- Romantic Request: Een stelletje kan 'hun' liedje aanvragen. Als de ander raadt welk liedje het is wordt het gedraaid.